# Kamienica przy ulicy Mickiewicza 6 w Katowicach
Kamienica przy ulicy Adama Mickiewicza 6 w Katowicach – kamienica mieszkalno-handlowa, położona w Katowicach-Śródmieściu przy ulicy A. Mickiewicza 6.
Budynek wzniesiono w 1903 roku według projektu opracowanego przez Przedsiębiorstwo Budowlane Perl i Trapp przy ówczesnej Uferstraße. Eklektyczna kamienica posiada elementy secesji i manieryzmu. Wzniesiono ją na planie prostokąta, z oficyną boczną. Zwarta bryła posiada cztery kondygnacje, podpiwniczenie, poddasze, dwuspadowy dach o stromej połaci frontowej, z ozdobnym szczytem na osi centralnej i mansardami na osiach bocznych. Elewację frontową w strefie parteru wytynkowano i przebudowano. Na pierwszej osi tej kondygnacji umiejscowiono bramę przejazdową. Na pozostałych kondygnacjach elewacja jest czteroosiowa, symetryczna, licowana cegłą, z tynkowanym detalem architektonicznym. Kondygnacje oddzielono gzymsami. Pierwotnie na osi kamienicy na wysokości trzeciej kondygnacji znajdowały się balkony. Otwory okienne umieszczono w opaskach tynkowanych (na drugiej i czwartej kondygnacji – prostokątne, na trzeciej kondygnacji – zamknięte łukiem trójlistnym). Pod oknami drugiej kondygnacji zastosowano płyciny z kartuszem i datą „1903”, pod oknami trzeciej kondygnacji płyciny wypełniono dekoracją sztukatorską o motywach roślinnych. We wnętrzu zachowały się dwubiegowe drewniane schody z balustradą tralkową oraz oryginalna stolarka drzwiowa. Sufit w bramie przejazdowej zdobiony jest dekoracją sztukatorską.
Do 2010 w kamienicy miał swoją siedzibę oddział Nordea Bank Polska, a w 2011 roku mieścił się tutaj kantor wymiany walut oraz oddział call center.